# Pojezerje
Pojezerje ist eine Gemeinde in der Gespanschaft Dubrovnik-Neretva, Kroatien. Pojezerje hat 991 Einwohner, von denen 99,7 % Kroaten sind (Volkszählung 2011).